# Jezero Poděbrady
Jezero Poděbrady je písník – antropogenní jezero, které vzniklo zatopením pískovny po ukončení těžby. Nachází se 100 m severovýchodně od městské části Kluk na území města Poděbrady v okrese Nymburk ve Středočeském kraji v Česku. Jezero má rozlohu 31,06 ha. Je 900 m dlouhé a 660 m široké. Leží v nadmořské výšce 186 m. Hloubka jezera dosahuje místy 8 m.

## Okolí
Jezero má tvar kosočtverce protáhlého ze západu na východ. V severním rohu se nachází areál koupaliště s písčitou pláží, na něž na východě navazuje půjčovna loděk. Západní a jižní břeh je porostlý lesem. Na jihozápadě začíná ve vzdálenosti 50 m zástavba poděbradské městské části Kluk. Na jihu se nachází další jezera, z nichž jižně položené slouží ke koupání a je označováno jako zadní a v severně položeném se těží písek a za ním se nachází Boučkovo jezírko, jež slouží ke koupání. Název „Boučkovo“ jezírko bylo převzato po jezírku, které se nacházelo pár desítek metrů severovýchodně v místě, které se nazývá Kočkov. Na starých leteckých mapách je ještě vidět mokřad tvaru podkovy s rameny mířícími směrem k Labi, ve kterém se jezírko nacházelo.

## Areál koupaliště
Areál koupaliště je využíván k rekreačním a sportovním činnostem. V areálu se nachází 5 000 m² písečných pláží a 25 000 m² travnatých ploch. Pláže jsou rozděleny na hlavní pláž, pláž pro rodiny s dětmi a nudistickou pláž. V areálu koupaliště jsou převlékací kabinky, toalety, sprchy, korýtko na oplachování nohou a pět restauračních zařízení. V severní části koupaliště se nachází minigolf a dva antukové kurty, kde je možné hrát volejbal, nohejbal či tenis. V jižní části areálu jsou čtyři hřiště na plážový volejbal. Lze si půjčit lehátka a slunečníky nebo se projet po jezeře na šlapadle či lodičce.

### Hlavní pláž
Hlavní pláž koupaliště je tvořena z asi 18 000 m² velké písečné plochy a 9 000 m² travnaté plocha. Nachází se na ní sociální zařízení, sprchy, kabinky na převlékání, kancelář plavčíka, půjčovna loděk a šlapadel, tři restaurační zařízení, herní kouty pro děti, omývárna nohou a dvě antuková hřiště na nohejbal a volejbal. Na pláži jsou lavičky a na travnaté části jsou vzrostlé stromy.

### Dětská pláž
Pláž pro rodiny s dětmi je oddělena od hlavní pláže lávkou přes potok protékající jezerem. Nachází se na ní dvě restaurační zařízení, herní koutek pro malé děti s pozvolným vstupem do vody a velkým množstvím travnatých ploch. K pláži přiléhají dvě hřiště na beachvolejbal, každé se dvěma dvorci.

### Nudistická pláž
Nudistická pláž se nachází ve východní části koupaliště. Tvořena je z asi 1 500 m² písečných ploch a 5 000 m² travnatých ploch. Od zbytku areálu je oddělena živým plotem a stromy. Na okraji této pláže a hlavní pláže je restaurační zařízení, které je z obou stran přístupné.

## Vodní režim
Jezerem protéká bezejmenný potok, který přitéká na jihovýchodě ze zadního jezera a odtéká na severu, kde rozděluje pláž na hlavní a dětskou. Náleží k povodí Labe.

## Přístup
Jezero je oploceno a vstup do areálu je během letní sezóny přes den možný pouze po zaplacení vstupného. Mimo sezónu není vstup omezen, areál se ale na noc uzamyká.

### Autem
- zaparkovat na odstavné ploše v Bílkově ulici a pokračovat 300 metrů pěšky k západnímu vstupu
- po příjezdové silnici od parkoviště podél ulice Pražská ke kempu u východního vstupu (pouze pro návštěvníky kempu)
- po příjezdové silnici od parkoviště ke kurtům na plážový volejbal u západního vstupu (pouze zásobování)

### Pěšky a na kole
- ze severu od  modré turistické značky a cyklotras 0019 a 8240
- od poděbradského zdymadla
- z jihu od  zelené turistické značky z městské části Kluk